# Морфий (рассказ)
«Морфий» — рассказ русского писателя Михаила Булгакова, опубликованный в 1926 году, соответствующий по содержанию, но не входящий в его сборник «Записки юного врача».

## История публикации
Рассказ «Морфий» был опубликован в журнале «Медицинский работник», в номерах с 45 по 46 (9, 17 и 23 декабря) за 1927 год.
В основу рассказа легли реальные обстоятельства из жизни писателя, а именно пристрастие к морфию, которое у него появилось ещё во время работы врачом в селе Никольском (Смоленская губерния) в 1916—1917 годах. Полностью избавиться от него Булгаков сумел к 1918—1919 годам, во многом благодаря стараниям своей супруги Татьяны Лаппы. Об этом пагубном пристрастии писателя стало известно широкой общественности лишь в 1977 году после публикации книги «Неизданный Булгаков. Тексты и материалы» под редакцией Эллендеи Проффер, где об этом проговорилась его первая жена (сменившая к тому времени фамилию Лаппа на Кисельгоф). После появления в свет этой книги Татьяна Кисельгоф стала более подробно рассказывать об этом обстоятельстве из биографии Булгакова.
Во второй половине 1917 года Булгаков начал писать произведение «Недуг», вероятно во время работы врачом в городе Вязьма (Смоленская губерния), куда его ранее перевели из Никольского и где у него было меньше пациентов. Оно, очевидно, являлось предтечей «Морфия», о чём свидетельствовала позднее его сестра Надежда (в замужестве Земская). В изначальный замысел Булгакова видимо входило создание на основе «Недуга» романа, о чём 1 февраля 1921 года он сообщал в письме из Владикавказа. А в 1932 году писатель Юрий Слёзкин рассказывал, что приехавший недавно в Москву Булгаков читал ему свой роман о каком-то наркомане.
Период зависимости Булгакова от морфия пришёлся на время коренных потрясений в государстве, вызванных двумя революциями. Таким образом, герой его рассказа, проживает этот период, пребывая в болезненном, сумрачном состоянии.

## Сюжет
Зимой 1917 года молодой врач Бомгард был переведён из глухого Гореловского участка в больницу уездного города, где получил место заведующего детским отделением. Это назначение становится значительным облегчением, так как раньше ему приходилось в одиночку проводить операции, принимать тяжёлые роды, лечить совершенно разные болезни, в спартанских условиях, часто подниматься среди ночи.
К февралю 1918 года Бомгард и вовсе почти позабыл о Горелове, лишь иногда перед сном он подумывает о своём молодом сменщике, который работает сейчас в этой глуши вместо него. В мае он и вовсе намеревался перебраться в Москву, навсегда позабыв провинциальные мытарства. Однажды Бомгард получает письмо, написанное на больничном бланке, от своего сменщика, коим оказался его университетский знакомый Сергей Поляков. Он тяжело заболел и просит его о помощи. Бомгард уже хочет поехать к нему, но тут самого раненого Полякова привозят в больницу. Он стрелял в себя из браунинга, перед смертью Поляков успевает передать Бомгарду свой дневник.
Первая запись в нём датируется 20 января 1917 года. Молодой врач Поляков попал в Горелово по распределению, и он даже был рад отправке в глушь, так как недавно его бросила оперная певица, в которую он был влюблён и прожил с ней год. Вместе с ним там трудились фельдшер, семья которого живёт во флигеле, и акушерка Анна Кирилловна, средних лет, ставшая «тайной женой» Полякова. 15 февраля Анна вынужденно вколола ему дозу однопроцентного раствора морфия, чтобы снять острую боль в области желудка. Поляков впервые за долгое время хорошо выспался, не думая о своих душевных страданиях. Именно их он и стал глушить, постепенно пристрастившись к морфию. Анна противилась этому, но Поляков, каждый раз давая обещание прекратить колоться, неизменно его нарушал.
В это время разразилась Февральская революция, но Полякова это не волновало. С 10 марта у него стали появляться галлюцинации — «двойные сны», как он их называл. После них он становился бодрым и абсолютно спокойным, проявлялся интерес к работе. Полагая, что морфий оказывает на него положительное влияние, Поляков не желал прекращать его колоть и ругался с Анной, отказывавшейся готовить ему новые порции раствора морфия, что сам он делать не умел.
К апрелю запасы морфия на участке начали заканчиваться. Поляков решил заменить его кокаином, отчего почувствовал себя очень дурно. 13 апреля он сознался в том, что стал наркоманом-морфинистом. Дозы употребляемого морфия становились всё больше, у Полякова стало проявляться тревожное и тоскливое состояние, характерное для морфинистов.
Записи с мая по ноябрь были вырваны из дневника. Поляков пытался лечиться, проведя какой-то период в московской психиатрической больнице. Состояние его всё ухудшалось, но отказаться от своего «кристаллического растворимого божка» он уже не мог. Он уехал лечиться в больницу, но сбежал оттуда, украв несколько грамм наркотика.

## Экранизации
- «Морфий» (2008), режиссёр Алексей Балабанов[6].
- «Записки юного врача» (2012—2013), режиссёр Алекс Хардкасл[англ.][7].